# Huastecacris
Huastecacris is een geslacht van rechtvleugeligen uit de familie veldsprinkhanen (Acrididae). De wetenschappelijke naam van dit geslacht is voor het eerst geldig gepubliceerd in 2007 door Fontana & Buzzetti.

## Soorten
Het geslacht Huastecacris omvat de volgende soorten:
- Huastecacris alexandri Barrientos Lozano, Buzzetti, Rocha-Sánchez & Méndez-Gómez, 2010
- Huastecacris fariensis Barrientos Lozano, Medina & Rocha-Sánchez, 2009
- Huastecacris truncatipennis Scudder, 1897
- Huastecacris zenoni Fontana & Buzzetti, 2007